# Hay Foot, Straw Foot
Hay Foot, Straw Foot è un film muto del 1919 diretto da Jerome Storm che aveva come protagonista Charles Ray. L'interprete femminile, l'attrice Doris Lee, dopo questo film cambiò il suo nome in quello di Doris May.

## Produzione
Il film fu prodotto dalla Thomas H. Ince Corporation.

## Distribuzione
Il copyright del film richiesto con il titolo Hayfoot, Strawfoot dalla Thomas H. Ince Corp., fu registrato il 4 giugno 1919 con il numero LP13809.
Distribuito dalla Famous Players-Lasky Corporation e Paramount Pictures, il film uscì nelle sale cinematografiche degli Stati Uniti il 22 giugno 1919.